# 华山报春
华山报春（学名：Primula huashanensis）为报春花科报春花属下的一个种。

## 扩展阅读
- 維基物種上的相關：华山报春